# Коняхина, Мария Николаевна
Мари́я Никола́евна Коня́хина (родилась 25 декабря 1977 года, Москва) — заслуженный мастер спорта по тхэквондо, капитан женской сборной России. Является членом совета Сборных команд России.

## Биография
Выпускница РГУФКС и Т (Восточные единоборства) — 2005 год, МГУ (Журфак) — 2008 год.
С 2008 года — преподаватель РГУФКС и Т. Не замужем, имеет сына. В 2010 году — старший тренер юниорской сборной России по тхэквондо. С 2010 года работает тренером в Московском центре боевых искусств по тхэквондо WTF.

## Спортивные достижения
- 1997 Кубок Европы — 1место
- 1998 Чемпионат Европы — 2место
- 1999 Чемпионат мира — 3место
- 2000 Чемпионат Европы — 1место
- 2001 Чемпионат мира — 3место
- 2002 Чемпионат мира среди студентов — 3место
- 2005 Студенческая Универсиада — 3место
- 2006 Чемпионат Европы — 3место
- 2006 Кубок Европы — 2место